# Hugo Camberos
Hugo Camberos (Autlán de Navarro, Jalisco; 21 de enero de 2007) es un futbolista mexicano que juega como extremo derecho o interior derecho y su equipo actual es el Club Deportivo Guadalajara de la Primera División de México.

## Inicios
Desde los 12 años forma parte de la cantera del rebaño.
Debutaría el 10 de enero en un partido entre los Venados de Yucatán de la primera jornada, de la Liga Expansión MX. Jugando 70 minutos. Siendo así el jugador más joven en debutar en la Liga de Expansión MX con tan solo 16 años.

### Club Deportivo Guadalajara
Hace su debut en primera el 10 de enero de 2025 con 17 años y 11 meses, iniciando de titular en la primera jornada del Clausura 2025 jugando 73 minutos.
Marcaría su primer gol como profesional el 15 de febrero del 2025, correspondiente a la Jornada 7 del Clausura 2025 frente al Deportivo Toluca Fútbol Club. En ese mismo partido anotaría un autogol el cual sería el tanto con el que su equipo perdiera 2 a 1.

## Controversia

### Incidente con Bryan Mendoza Cruz
El 27 de abril de 2024 terminado los cuartos de final vuelta entre el Tapatío y el Celaya, diferentes medios de comunicación reportaban que ambas instituciones habían llegado a un percance en el área de vestidores. De los cuales se encontraban el jugador de Celaya Bryan Mendoza Cruz y el jugador Hugo Camberos, este último sufriría una agresión de parte del jugador Bryan Mendoza del cual se hablaba que había dejado noqueado al juvenil, por lo que tuvo que ser llevado a un hospital para darle observación.

## Palmarés

### Títulos Nacionales
| Título               | Club    | País   | Año  |
| -------------------- | ------- | ------ | ---- |
| Liga de Expansión MX | Tapatío | México | 2024 |

### Premios nacionales
El 7 de julio de 2025 se anuncia a Hugo como ganador del premio "Novato de la Temporada" que se entregará en el marco del Balón de Oro Liga Mx 2025. De las 17 jornadas de su primer torneo, "Cambe" fue titular en 10 y jugó en 15 de los partidos acumulando 875 minutos así como 1 gol no oficial en un amistoso en pretemporada, 1 gol oficial en la jornada 16 así como 2 asistencias no oficiales en pretemporada y una asistencia oficial en la jornada 7.